# Pamela Wedekind

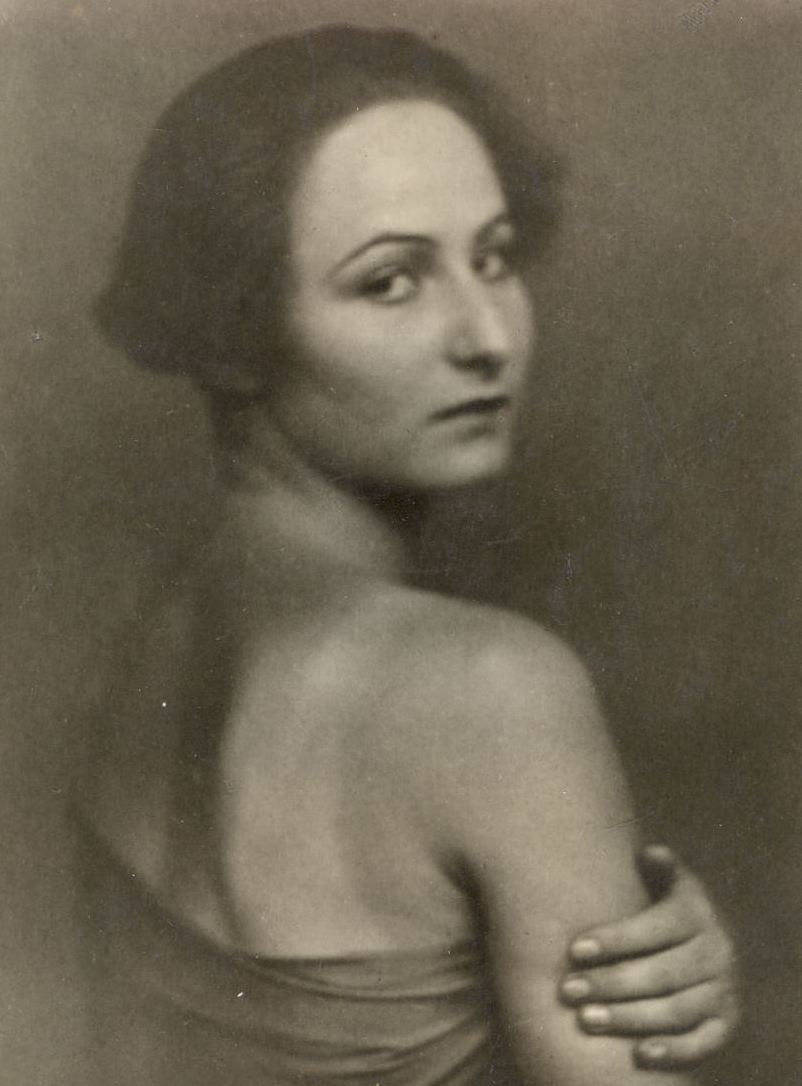
Pamela Wedekind 1926 am Leipziger Schauspielhaus

Anna Naema Pamela Kadega Wedekind (* 12. Dezember 1906 in Berlin; † 9. April 1986 in Ambach am Starnberger See) war eine deutsche Schauspielerin, Sängerin und Übersetzerin. Sie war die Tochter des Dramatikers Frank Wedekind und der Schauspielerin Tilly Newes. Ihre jüngere Schwester war die  Journalistin und Autorin Kadidja Wedekind.

## Leben

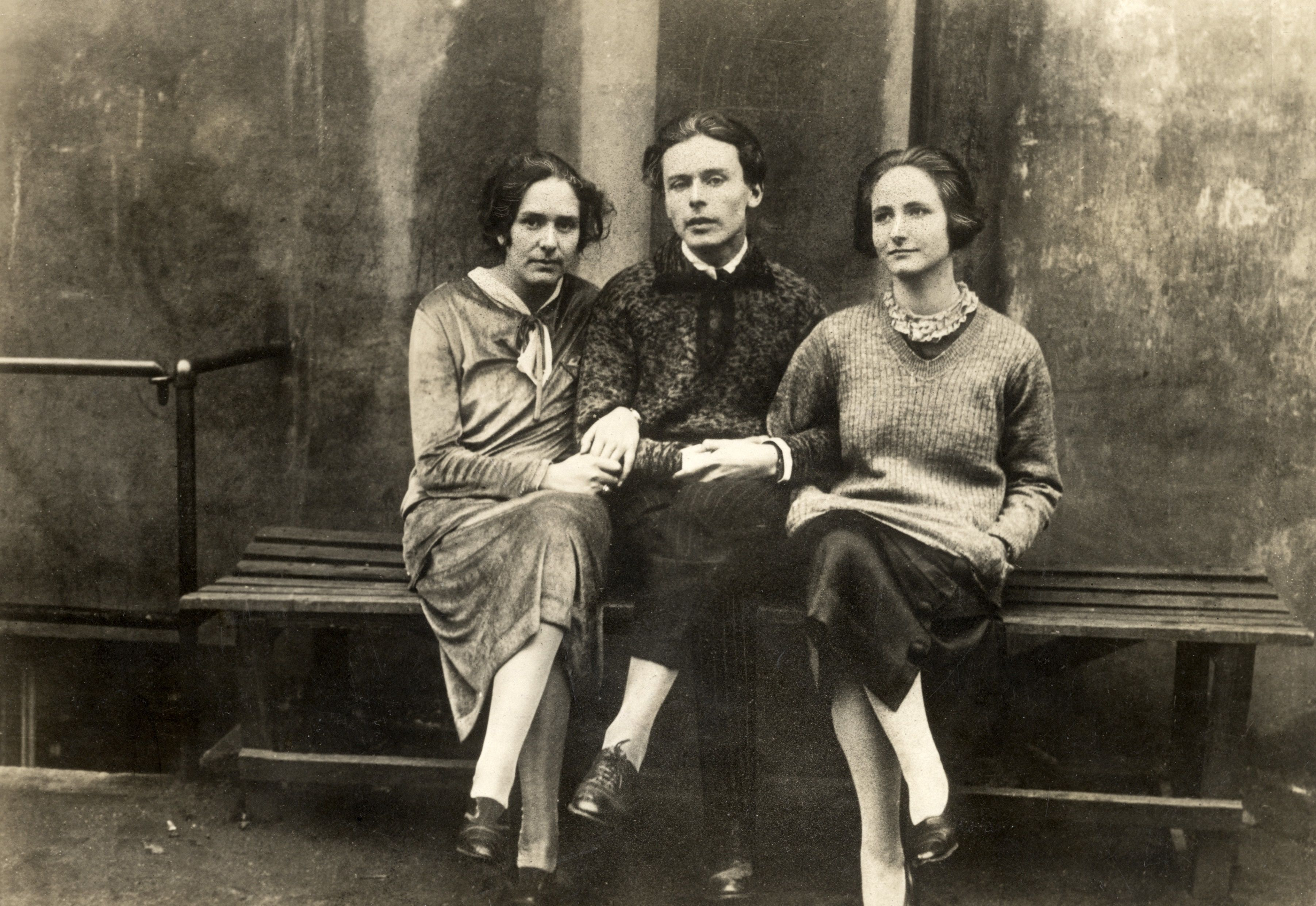
Pamela Wedekind (rechts) mit Erika und Klaus Mann, um 1925

Pamela Wedekind wurde bekannt, als sie in den frühen 1920er Jahren mit den Geschwistern Erika und Klaus Mann, mit denen sie seit frühester Kindheit befreundet war, und dem Schauspieler Gustaf Gründgens in Klaus Manns Theaterstücken Anja und Esther und Revue zu Vieren auftrat. Nachdem sie von Juni 1924 bis zum Januar 1928 mit Klaus Mann verlobt gewesen war, heiratete sie 1930 den 28 Jahre älteren Vater ihrer Freundin Dorothea Sternheim („Mopsa“), den Dramatiker Carl Sternheim. 
Gründgens, der seit 1934 Intendant des Preußischen Staatstheaters in Berlin war, engagierte Pamela Wedekind gleich zu Beginn seiner Intendanz für das Theater am Gendarmenmarkt, wo sie bis 1942 Ensemblemitglied war. Es folgten Engagements in Hamburg, Köln und München (sieben Jahre an den Münchner Kammerspielen). 
Pamela Wedekind liebte das Kabarett und trat häufig mit altfranzösischen Chansons sowie mit Gedichten und Liedern ihres Vaters Frank Wedekind auf. Außerdem machte sie sich als Übersetzerin französischer Autoren einen Namen. So übersetzte sie z. B. die Schriftsteller Stendhal und Marcel Pagnol.
Nach der Scheidung von Sternheim heiratete sie am 21. Juni 1941 in Berlin den Schauspieler Charles Regnier, mit dem sie bis zu ihrem Tod zusammenlebte und mit dem sie drei Kinder hatte: den Konzertgitarristen und Autor Anatol Regnier, die Schauspielerin Carola Regnier und die Geigerin Adriana Regnier, die wiederum seit dem 17. Februar 1974 mit dem Musiklehrer und Flötensolisten Peter Schiffers verheiratet ist. Die Söhne aus dieser Ehe sind Stephan Schiffers, der als Regisseur und Drehbuchautor arbeitet, und Heinrich Schiffers, der Musiker und Filmkomponist ist.

## Ehrungen
1961 wurde sie mit dem Schwabinger Kunstpreis der Stadt München geehrt.

## Werke (Auswahl)

### Als Herausgeberin
- 25 Chansons de la vieille France. Südverlag, Konstanz 1949.
- Tag- und Nachtlieder. Deutsche Lieder aus 6 Jahrhunderten (Langen Müllers kleine Geschenkbücher; Bd. 50). Langen/Müller, München 1955.

### Als Übersetzerin
- Marcel Pagnol: Eine Kindheit in der Provence. Neuausg. Piper, München 1999, ISBN 3-492-22808-9.
- Marcel Pagnol: Marcel und Isabelle. Die Zeit der Geheimnisse. Neuausg. Piper, München 1997, ISBN 3-492-22427-X.
- Marcel Pagnol: Marcel. Der Ruhm meines Vaters. Goldmann, München 1991, ISBN 3-442-41288-9.
- Marcel Pagnol: Die Wasser der Hügel, Piper Taschenbuch, München 1997, ISBN 3-492-22428-8.
- Stendhal: Rot und Schwarz. Roman. Mendelsohn, Nürnberg 1948 (Nachwort von Gregor von Rezzori).
- Gus[2]: Ein Franzose in New York. Langen Müller, 1960; dtv, München 1964

## Hörspiele
- 1949: Theodor Fontane: Effi Briest (Johanna) – Regie: Heinz-Günter Stamm (Hörspiel – BR)
- 1951: Molière: Der eingebildete Kranke (Beline) – Regie: Walter Ohm (Hörspiel – BR)